# Thörey
Thörey ist ein Ortsteil der Gemeinde Amt Wachsenburg im Ilm-Kreis (Thüringen) mit etwa 220 Einwohnern.

## Geographie
Thörey liegt im Thüringer Becken im Städtedreieck Erfurt – Gotha – Arnstadt in etwa 260 Metern Höhe. Die Umgebung besteht aus flachem Ackerland.

## Geschichte
Thörey wurde 948 erstmals urkundlich erwähnt. Der ungewöhnliche Ortsname stammt aus dem Germanischen und bedeutet in etwa der Hügel des Thor, was darauf hindeutet, dass die heidnischen Thüringer Stämme die Gegend bis ins 8. Jahrhundert für heilig hielten. In der Thöreyer Umgebung lag auch ein Wirkungsgebiet des Bonifatius, der hier in  der ersten Hälfte des 8. Jahrhunderts missionierte und Ortsgründungen schriftlich festhielt. Der erste Name des Dorfs war Dorehug, später Thoronua", ab etwa 1850 Thörey.
Albrecht von Grumbach, wahrscheinlich ein Sohn des Stifters des Klosters Ichtershausen (Marquard von Grumbach), übertrug sein Gut in Thörey 1176 an dieses Kloster. Im Jahre 1346 besaßen auch die Grafen von Gleichen noch Güter in Thörey, die dann aber durch Graf Hermann ebenfalls dem Kloster Ichtershausen überlassen wurden. Dieses überstand den Bauernkrieg 1525 nicht und verlor damit auch seine Güter. Thörey war dann ein überwiegendes Bauerndorf, das älteste Haus stammt aus dem Jahr 1593. Der Ort gehörte nun zum Amt Wachsenburg mit Ichtershausen, welches 1640 zum Herzogtum Sachsen-Gotha, ab 1672 zum Herzogtum Sachsen-Gotha-Altenburg und 1826 zum Herzogtum Sachsen-Coburg und Gotha kam. Nach Abschaffung der Monarchie 1918 entstand aus dem Gothaer Gebiet des Herzogtums der Freistaat Sachsen-Gotha, der 1920 im Land Thüringen aufging. 
Thörey wurde im April 1945 von US-Truppen besetzt, die Anfang Juli durch die Rote Armee abgelöst wurden. Damit war es Teil der SBZ und ab 1949 der DDR. 1958/59 kam es zur Gründung einer LPG.
Ab 1922 gehörte das Dorf zum Landkreis Arnstadt bzw. zum heutigen Ilm-Kreis, der im Wesentlichen aus dem alten Landkreis Arnstadt hervorging. Am 24. Januar 1974 wurde der Ort in die Gemeinde Ichtershausen eingegliedert. Seit dem Zusammengehen der Gemeinde Ichtershausen mit der Wachsenburggemeinde am 1. Januar 2013 gehört Thörey zur Gemeinde Amt Wachsenburg.

## Politik
Der ehrenamtliche Ortsteilbürgermeister von Thörey ist Lutz Rolapp. Er wurde zuletzt bei den Kommunalwahlen in Thüringen am 26. Mai 2024 im Amt bestätigt. Zusammen mit vier weiteren Mitgliedern bildet Rolapp den Ortsteilrat von Thörey.

## Sehenswürdigkeiten
- Dorfkirche „St. Wenzel“: Sie wurde von etwa 1100 bis 1174 erbaut, im 15. Jahrhundert und in der Renaissance-Zeit umgebaut und erweitert. In den 1980er Jahren war das Dach einsturzbedroht, Sicherungsarbeiten erfolgten ab 1991. Ein kleines Metallschild neben der Seitentür weist darauf hin, dass die Kirche dann mit Unterstützung der Deutschen Stiftung Denkmalschutz umfassend saniert wurde. Im Inneren finden sich Reste von Wandmalereien aus dem 13. Jahrhundert. Es existiert noch die alte Kirchhofmauer, der Friedhof liegt jetzt jedoch auf der anderen Straßenseite.
- Ein Kriegerdenkmal auf dem Friedhof erinnert an 14 im Ersten Weltkrieg und 21 im Zweiten Weltkrieg gefallene und vermisste Soldaten.
- Auf dem anziehend gestalteten Dorfplatz befindet sich der restaurierte Restbau des Gemeindebackhauses. Dort sind auch zahlreiche Findlinge und die gefasste Quelle Krebsbrunnen, aus der ein kleiner Bach weitergeleitet wird, zu sehen.
- Im Ort gibt es noch einige Fachwerkhäuser, besonders schön ist die Gaststätte „Roter Hirsch“
- Als Ausgleichsmaßnahme für den starken Flächenverbrauch durch das Gewerbegebiet wurde ab 2007 südlich davon der Riethgraben renaturiert, die angrenzenden Flächen wurden mit Bäumen und Feldgehölzen bepflanzt und zwei Teiche angelegt. Ein neuer Fuß- und Radweg verbindet Thörey, Rehestädt und Ichtershausen. Der Kostenaufwand lag bei 550.000 Euro. Dieser Radweg endet aber etwa 1 km vor Rehestädt bzw. Ichtershausen.

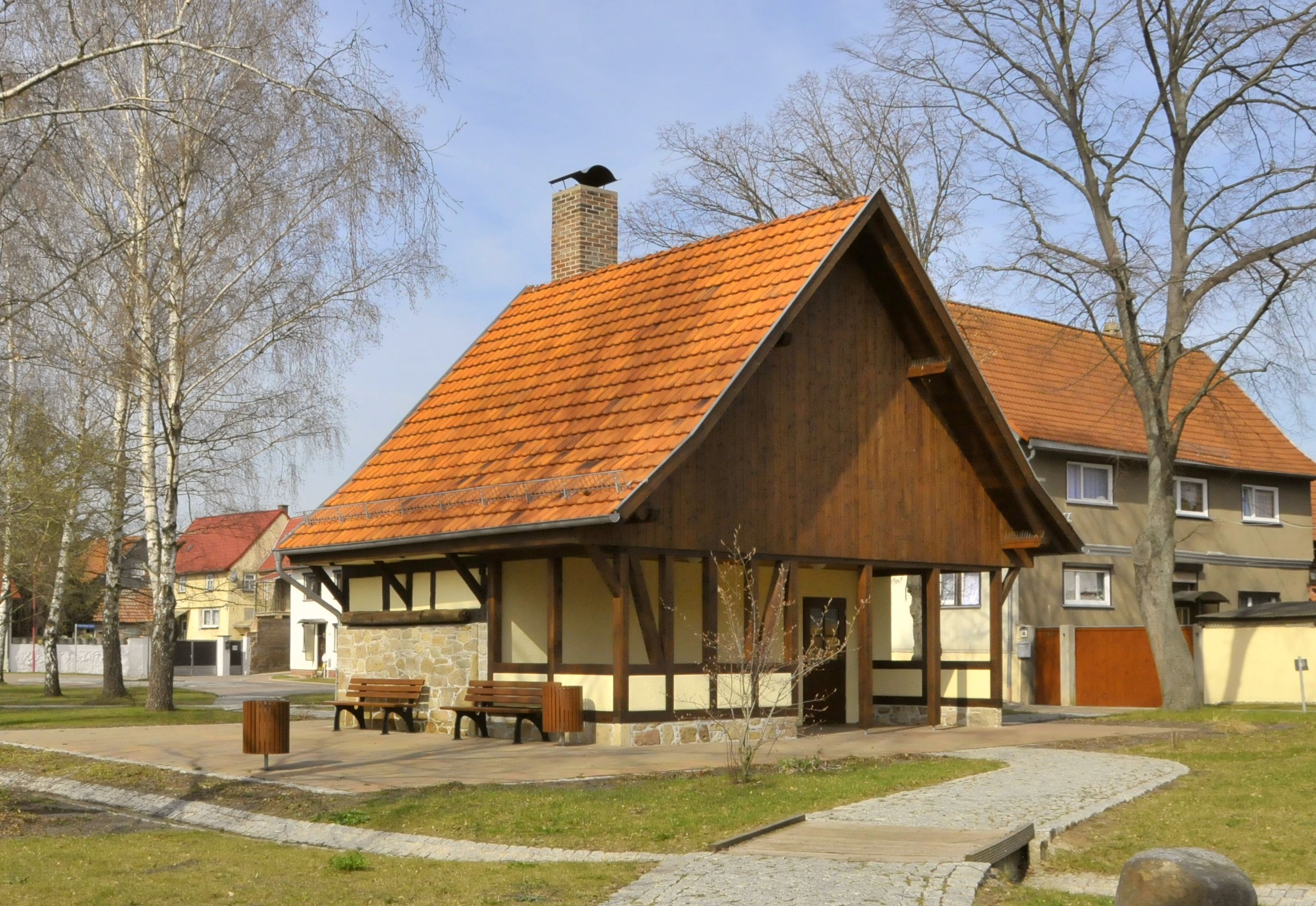
Altes, restauriertes Backhaus
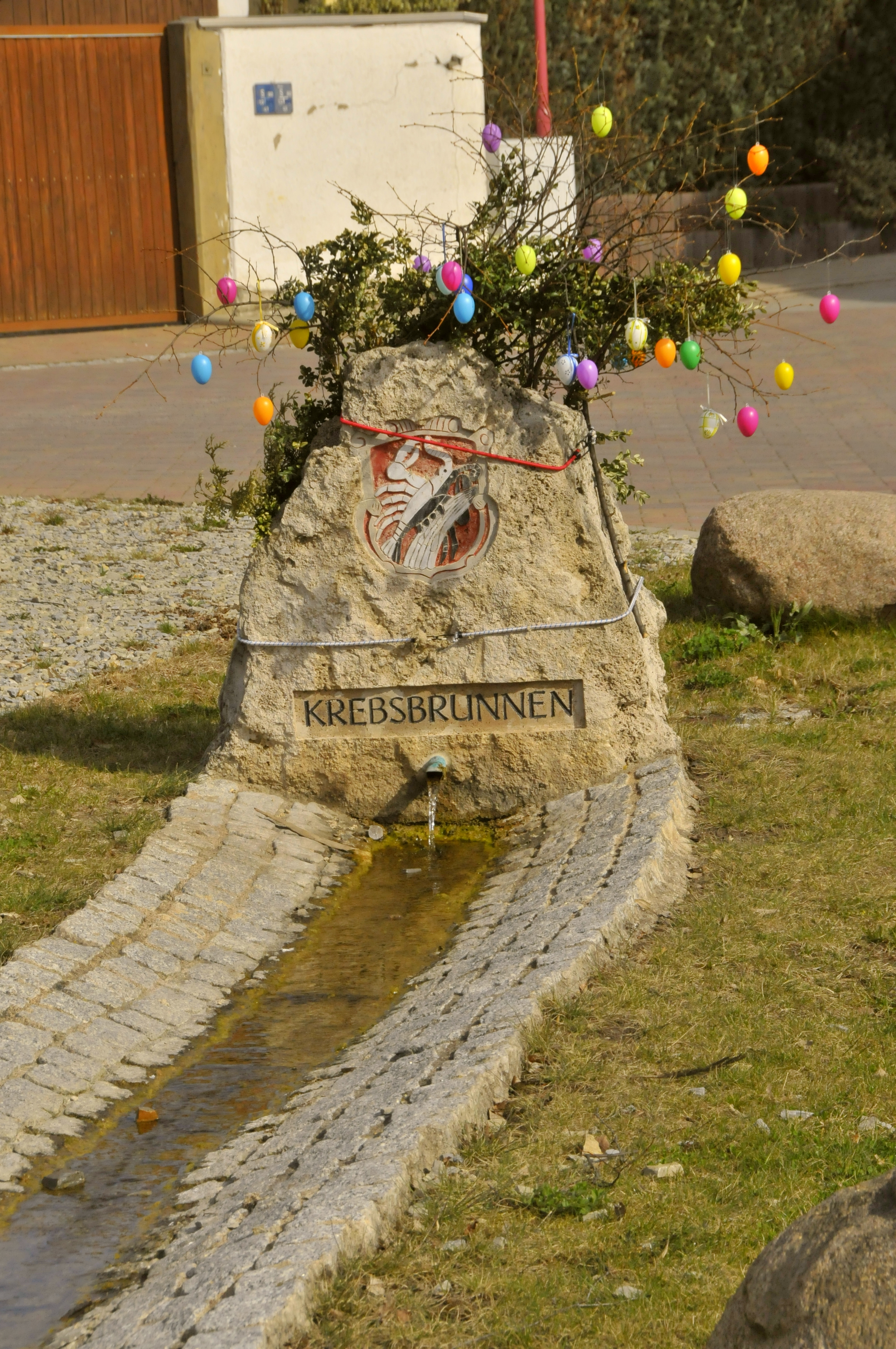
Krebsbrunnen
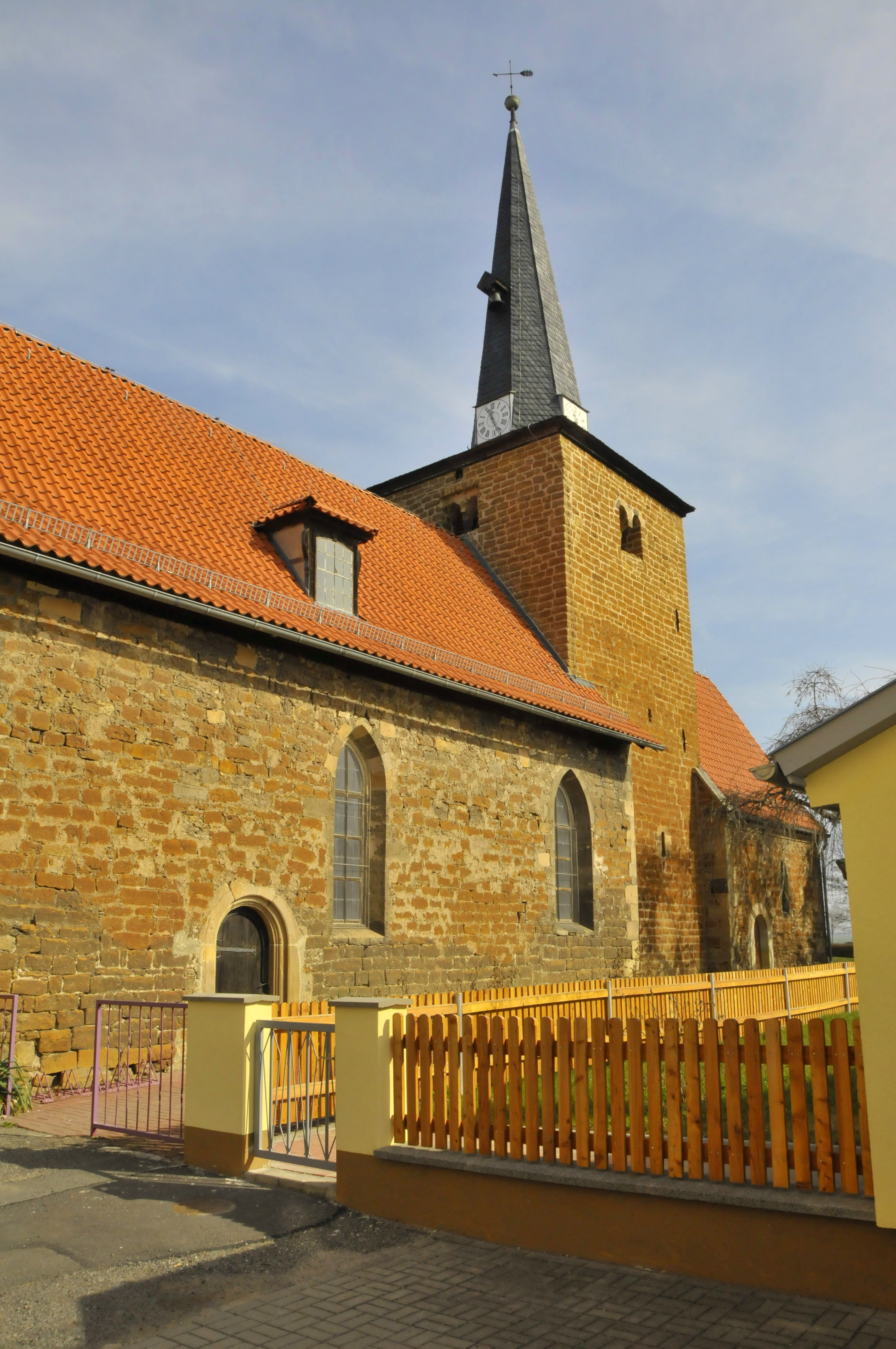
Kirche, Südseite
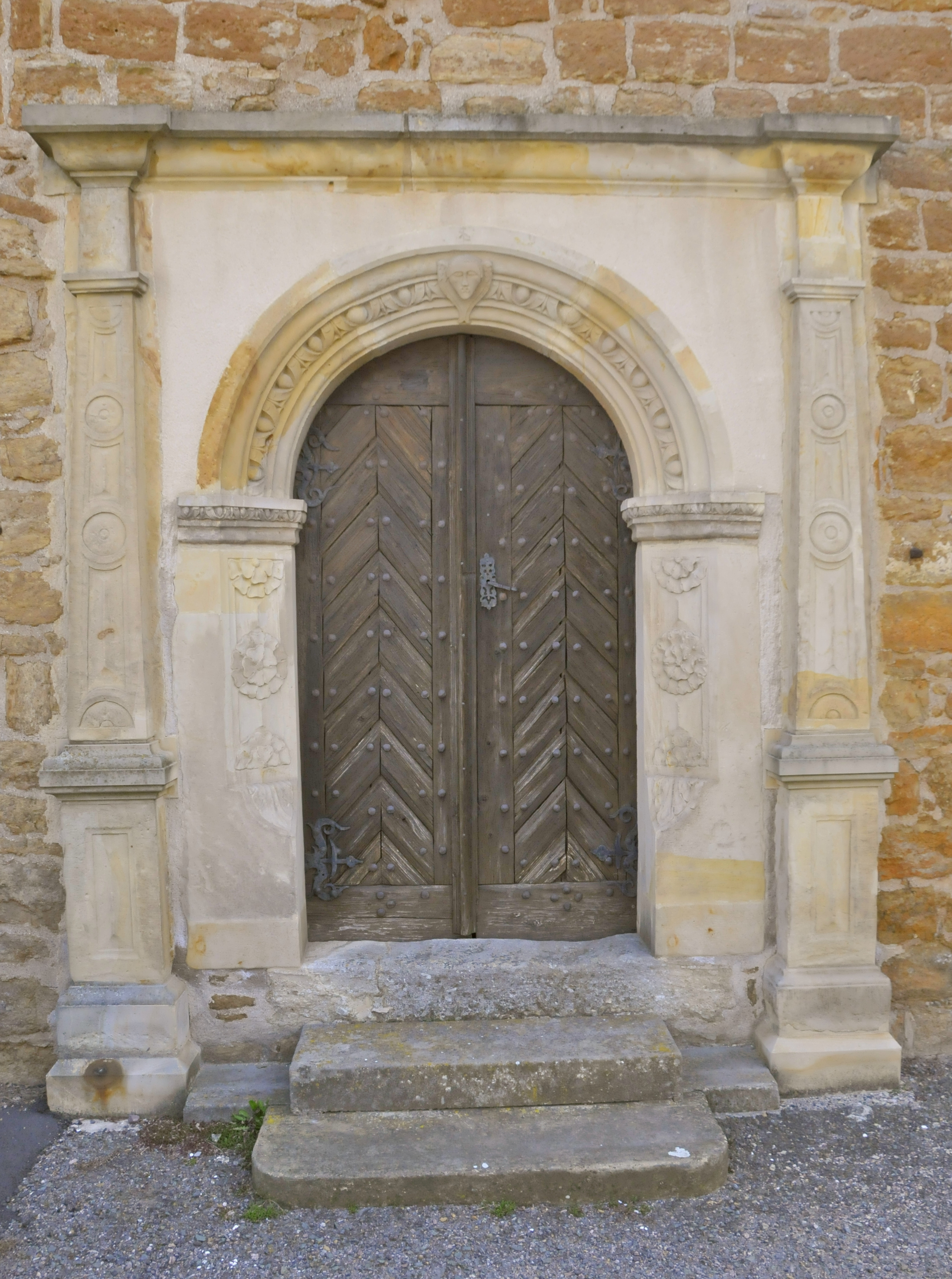
Kirche, Turmtür
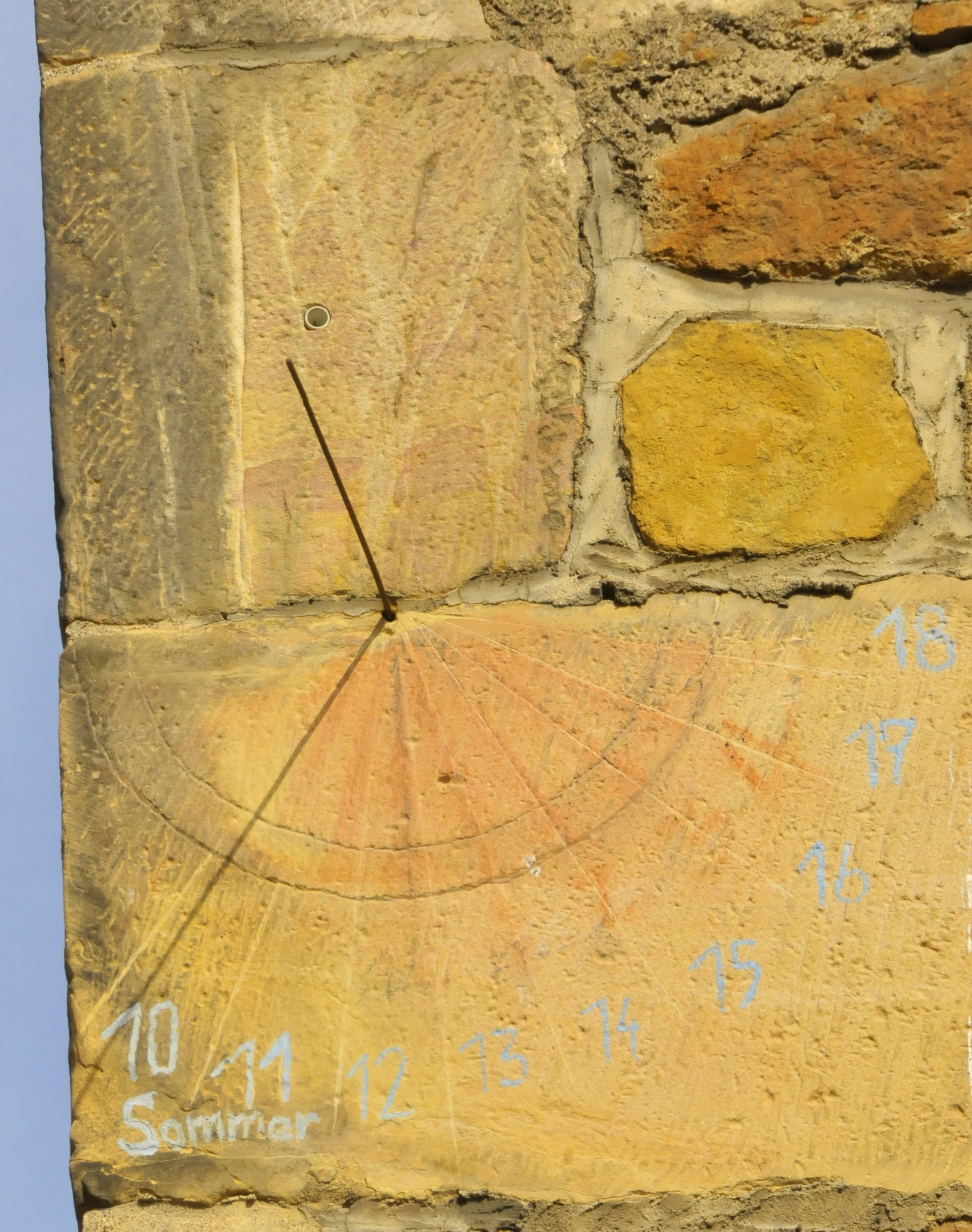
Kirche, Sonnenuhr an der südwestlichen Turmecke
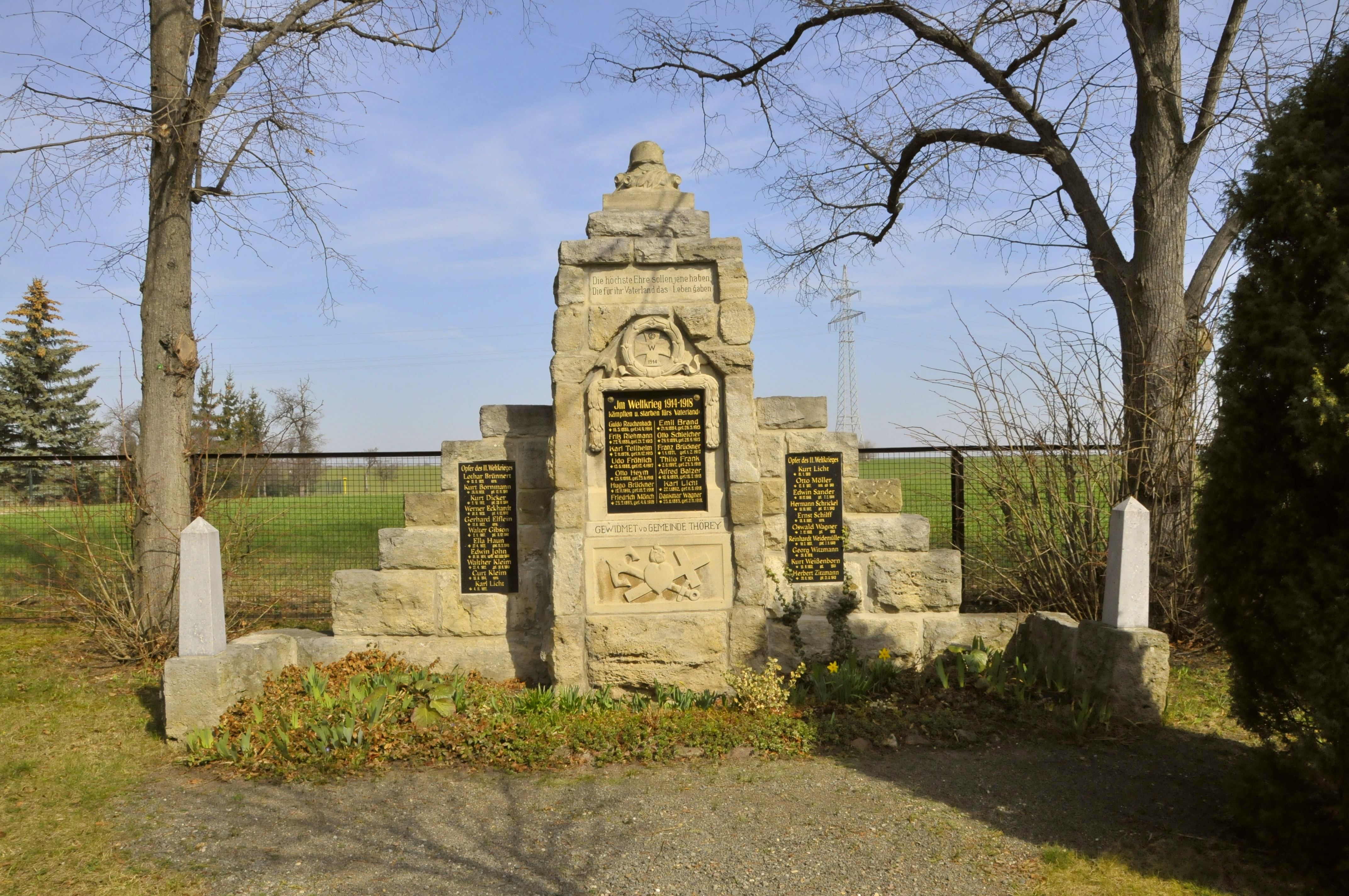
Kriegerdenkmal auf dem Friedhof
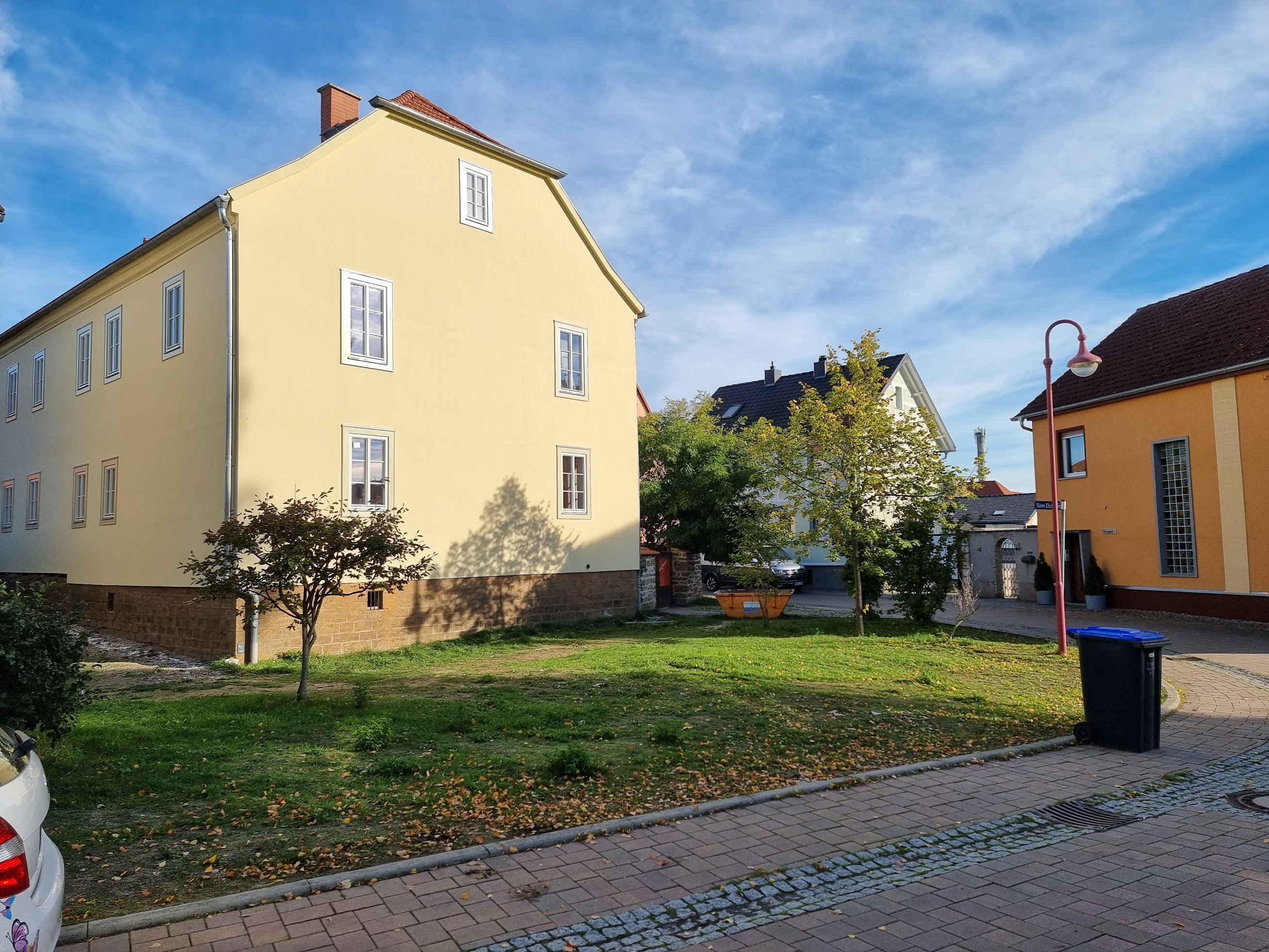
Alter Pfarrhof

## Wirtschaft und Infrastruktur
Thörey liegt direkt am Erfurter Kreuz und somit an den Autobahnen A 4 und A 71 sowie an der Geratalbrücke Ichtershausen der ICE-Schnellfahrstrecke Nürnberg–Erfurt östlich des Ortes und an der Bahnstrecke Neudietendorf–Ritschenhausen westlich des Ortes. Auf der Ortsflur liegt die A4-Anschlussstelle Neudietendorf und im Nachbarort Sülzenbrücken ein Bahnhaltepunkt. Der Ort ist einer der Endpunkte der Regionalbuslinie 351 des IOV Omnibusverkehrs Ilmenau und hat mehrere Haltestellen auf der Linie 3 des Stadtverkehrs Arnstadt vom gleichen Busunternehmen.
Am westlichen Ortsrand wurde in den 1990er Jahren der 77 Hektar (Nettofläche) große Gewerbepark Ichtershausen-Thörey-Autobahn (GITA) errichtet, wo unter anderem die Rotstern GmbH & Co. KG ihren Unternehmenssitz hat oder hatte.
Ursprünglich war die Wirtschaft des Dorfes hauptsächlich durch die Landwirtschaft geprägt. Noch heute ist die aus der in den 1970er Jahren gegründeten KAP Thörey hervorgegangene Agroland Agrar e. G. Thörey/Rehestädt einer der größten Landwirtschaftsbetriebe des Ilm-Kreises, der auch den größten Teil der landwirtschaftlichen Flächen in der Wachsenburggemeinde bewirtschaftet.
Straßen verbinden Thörey mit Neudietendorf im Norden, Arnstadt im Süden und Ichtershausen im Osten.